# Sisteron (tổng)
Tổng Sisteron là một tổng ở tỉnh Alpes-de-Haute-Provence trong vùng Provence-Alpes-Côte d'Azur.
Tổng này được tổ chức xung quanh Sisteron ở quận Forcalquier. Độ cao từ 448 m (Sisteron) à 2 114 m (Authon) với độ cao trung bình là 769 m.

## Hành chính
| Giai đoạn | Ủy viên        | Đảng | Tư cách |
| --------- | -------------- | ---- | ------- |
| 2008-2014 | Claude Brémond | UMP  |         |
| 2001-2008 | Claude Brémond | UDF  |         |

## Các đơn vị hành chính
Tổng Sisteron gồm 5 xã với dân số 8 248 người (điều tra năm 1999, dân số không tính trùng)
| Xã           | Dân số | Mã bưu chính | Mã insee |
| ------------ | ------ | ------------ | -------- |
| Authon       | 33     | 04200        | 04016    |
| Entrepierres | 312    | 04200        | 04075    |
| Mison        | 849    | 04200        | 04123    |
| Saint-Geniez | 90     | 04200        | 04179    |
| Sisteron     | 6 964  | 04200        | 04209    |

## Thông tin nhân khẩu
| 1962                                                     | 1968  | 1975  | 1982  | 1990  | 1999  |
| -------------------------------------------------------- | ----- | ----- | ----- | ----- | ----- |
| 5 967                                                    | 7 003 | 8 019 | 7 292 | 7 656 | 8 248 |
| Nombre retenu à partir de 1962 : dân số không tính trùng |       |       |       |       |       |